# La Pineda de Can Camins
La Pineda de Can Camins és una arbreda de pins pinyers del municipi del Prat de Llobregat (Baix Llobregat). La pineda està situada entre l'Aeroport Josep Tarradellas Barcelona-el Prat (nord) i la Platja del Prat (sud), entre l'estany de l'Illa (est) i l'estany de la Roberta (oest).
La pineda de Can Camins forma part de la Xarxa Natura 2000 i conté poblacions vegetals molt singulars. L'òrgan gestor és el Consorci per a la Protecció i Gestió dels espais naturals del delta del Llobregat.
Ocupa unes 30 hectàrees, majoritàriament poblades de pi pinyer. S'hi pot trobar orquídies i algunes espècies rares de fongs. S'hi poden trobar exemplars d'aus com el picot i les mallerengues.
A ponent, hi ha les Maresmes de Can Camins, una zona humida que és, amb l'estany de la Roberta, el que resta de la zona humida més extensa gairebé desapareguda i destruïda per les obres d'expansió de l'aeroport.